# Ghisoni
Ghisoni ist eine Gemeinde auf der französischen Insel Korsika. Sie gehört zum Kanton Fiumorbo-Castello im Arrondissement Corte. Die Bewohner nennen sich Ghisonais oder Ghisunacci.

## Geografie
Das Siedlungsgebiet liegt durchschnittlich auf 650 Metern über dem Meeresspiegel und besteht aus den Dörfern Ghisoni, Cavo, Galgaccio, Sampolo und Rosse. Ghisoni grenzt im Nordwesten an Vivario, im Norden an Muracciole, Noceta (Berührungspunkt), Rospigliani und Vezzani, im Nordosten an Pietroso, im Osten an Ghisonaccia und Lugo-di-Nazza, im Südosten an Poggio-di-Nazza und Isolaccio-di-Fiumorbo, im Süden an Palneca, im Südwesten an Bastelica und im Westen an Bocognano.

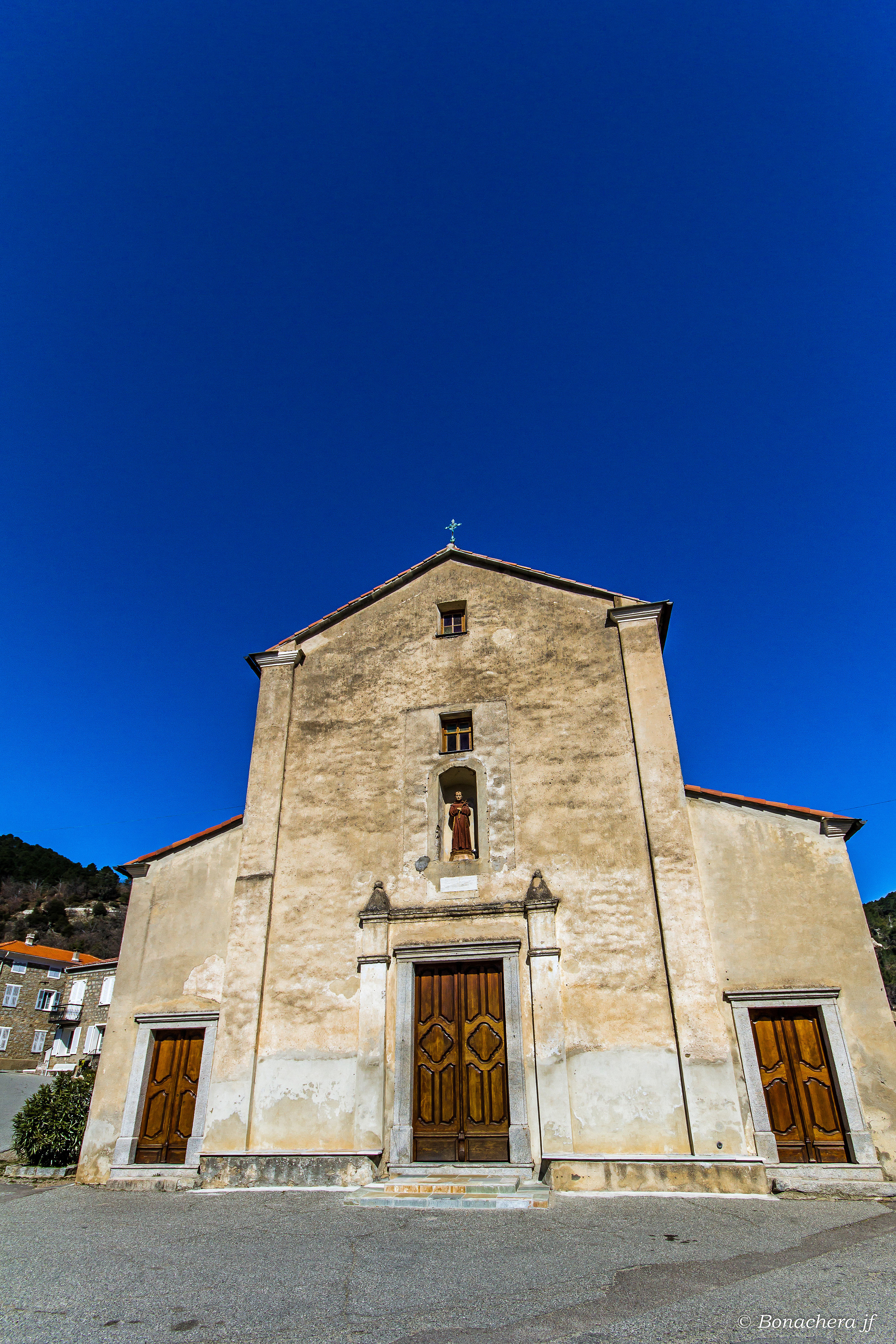
Kirche San-Francheschinu
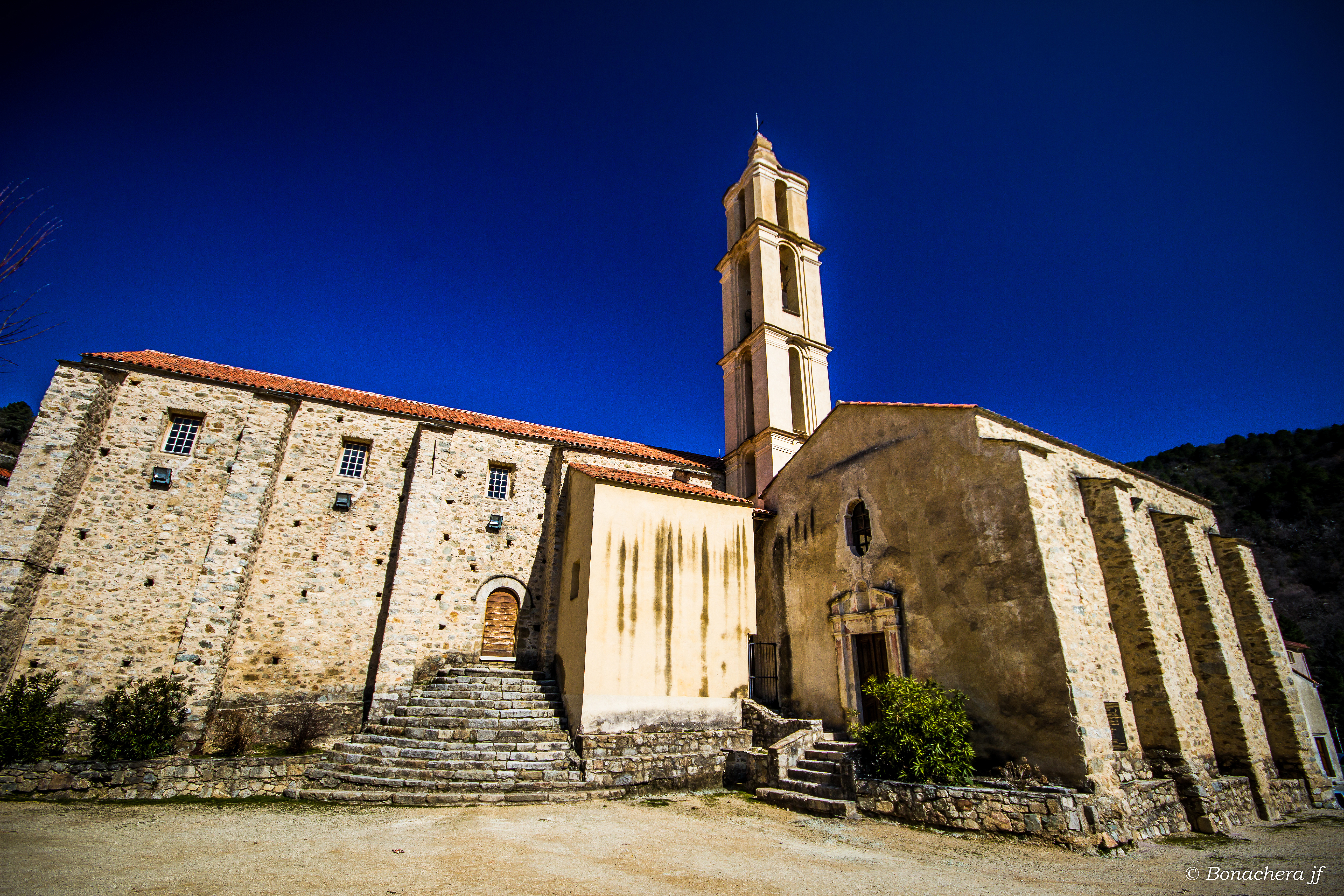
Kirche Santa-Maria
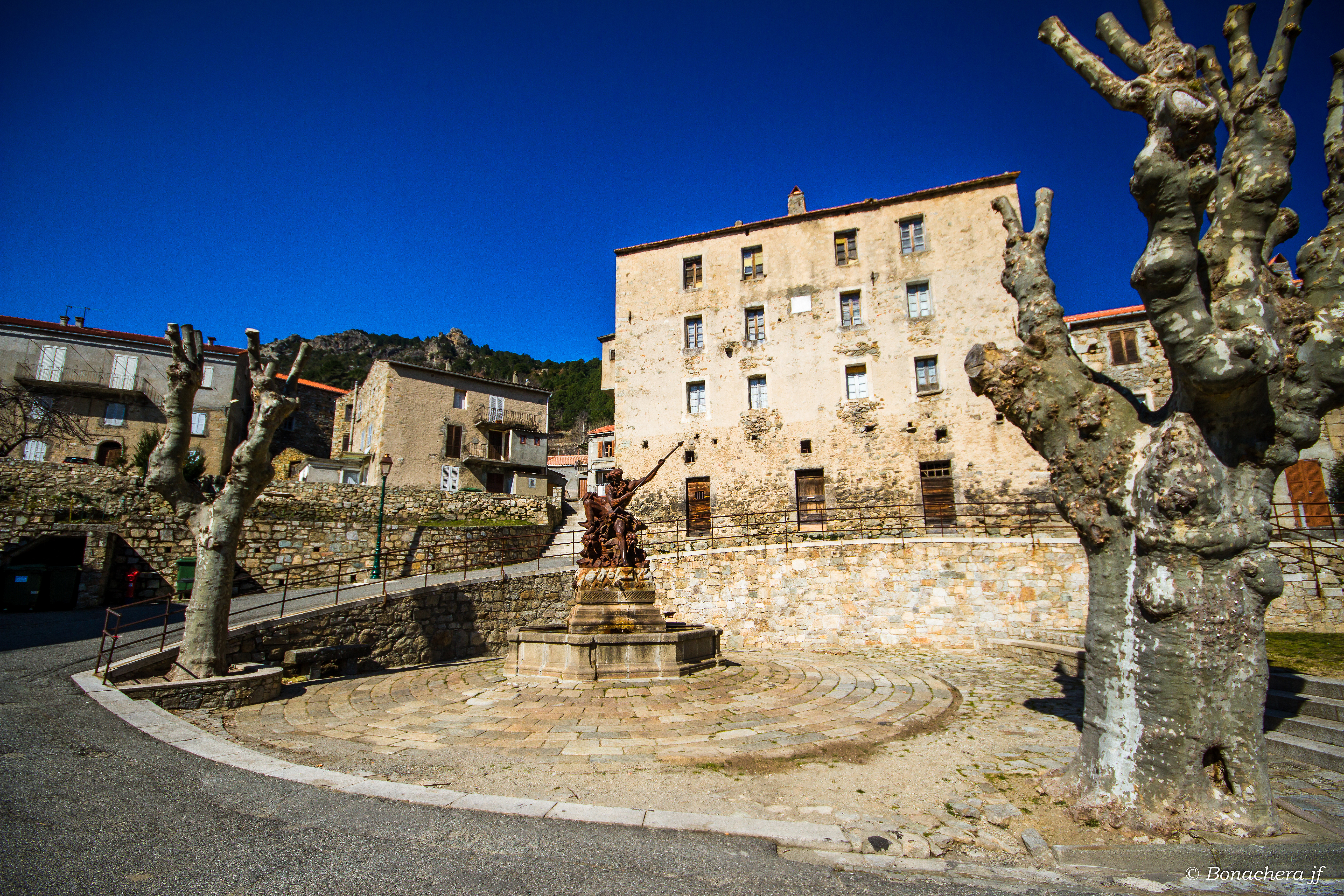
Platz mit dem Dorfbrunnen „La Fontaine de Neptune“
Bergsee Lac de Bastani

## Bevölkerungsentwicklung
| Jahr      | 1962 | 1968 | 1975 | 1982 | 1990 | 1999 | 2008 | 2012 |
| --------- | ---- | ---- | ---- | ---- | ---- | ---- | ---- | ---- |
| Einwohner | 716  | 664  | 397  | 385  | 335  | 267  | 224  | 223  |